# USS Momsen (DDG-92)

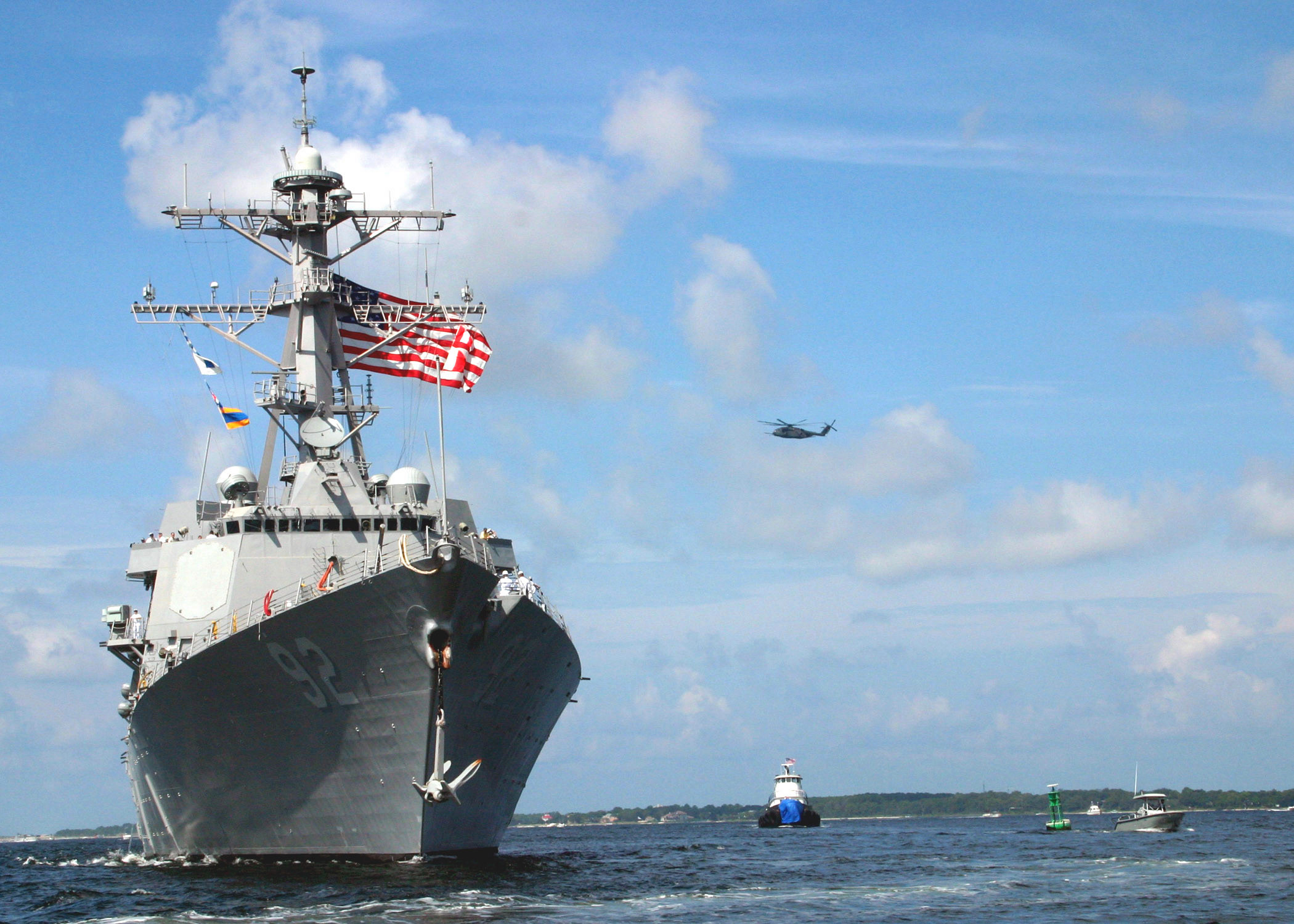
USS Momsen

O USS Momsen é um destroyer da classe Arleigh Burke pertencente a Marinha de Guerra dos Estados Unidos.